# Catocala charlottae
Catocala charlottae hoặc Catocala praeclara charlottae là một loài bướm đêm thuộc họ Erebidae. Nó được tìm thấy ở Louisiana.